# سيرات (فلم)
سيرات هو فيلم مأساوي رومانسي هندي باللغة الماراثية صدر عام 2016، من إخراج ناجراج مانجولي وإنتاج مانجولي نفسه بمساعدةٍ من أتبات برودكشن جنبًا إلى جنب مع نيتين كيني ونيخيل ساني. شارك في بطولة الفيلم رينكو راجغورو وأكاش ثوسار في بداياتهما، ويحكي الفيلمُ قصة طالبين جامعيين شابين من طبقات مختلفة يقعان في الحب، مما أثار الصراع بين عائلاتهما.
تصور مانجول القصة في عام 2009، مستندة إلى تجاربه في التمييز الطبقي، لكنه ألغى القصة عندما قرر أنها مملة. بعد عمل فاندري (2013)، أعاد النظر في القصة وأكمل نصها في العام التالي. كتب السيناريو مانجول، وكتب شقيقه بهارات الحوارات. تم تصوير الفيلم في قرية جور في مانجولي في كارمالا تالوكا في منطقة سولابور في ولاية ماهاراشترا. كان سودهاكار ريدي ياكانتي مدير التصوير الفوتوغرافي، وقام إنامدار بتحرير الفيلم.
عُرض فيلم «سيرات» لأول مرة في الدورة 66 لمهرجان برلين السينمائي الدولي، حيث قوبل بحفاوة بالغة. صدر في 29 أبريل 2016 في ولاية ماهاراشترا والعديد من المواقع الأخرى في الهند، وتلقى مراجعات إيجابية من النقاد. حقق الفيلم نجاحًا في شباك التذاكر، وأصبح الفيلم الماراثى الأعلى ربحًا على الإطلاق. حصل راجورو على جائزة الفيلم الوطني - تنويه خاص في حفل توزيع جوائز السينما الوطنية رقم 63. حاز فيلمُ سيرات على 11 جائزة في حفل توزيع جوائز فيلم فير ماراثي لعام 2017، بما في ذلك أفضل فيلم وأفضل مخرج (مانجول) وأفضل ممثلة (راجورو) وأفضل ألبوم موسيقي. فاز راجغورو وثوسار في فئتي أفضل ظهور لأول مرة للنساء والرجال. صدر الفيلم في عدة لغات: دهاداك (2018) بالهندية، نور جاهان (2018) بالبنغالية، ماناسو ماليج (2017) بالكانادية، ليلى يا ليلى (2017) بالأوديا وشانا ميرايا (2017) بالبنجابية.

## حبكة
بارشيا كالي هو صبي صغير من الطبقة الدنيا والده صياد سمك. يقوم بعمل جيد في المدرسة، وهو قائد فريق الكريكيت المحلي. أرشي باتيل هي ابنة رجل سياسي وثري من الطبقة العليا، وهي أيضًا بارعة أكاديميًا فهي تستمتع بقيادة الجرار والدراجات النارية. أثناء دراستهما في الكلية، يقعون في الحب ويجدون طرقًا لقضاء الوقت مع بعضهما البعض.
في الاحتفال بعيد ميلاد برينس، شقيق آرتشي الأصغر يلتقيان في الفناء الخلفي وتكتشفهما عائلة آرتشي. والدها تاتيا يتفوق على بارشيا وأصدقائه. إدراكًا أنه لا يوجد مخرج، يحاول أرتشي وبارشيا الهروب. تم اكتشافهم أمرهم من قبل الشرطة وتم احتجازهم. يجبر تاتيا الشرطة على تسجيل شكوى كاذبة بأن أرشي تعرضت للاغتصاب الجماعي من قبل بارشيا وأصدقائه. تُدمر أرشي الشكوى وتصر على إطلاق سراح بارشيا وأصدقائه. بعد ذلك بوقت قصير، هزم خدم تاتيا بارشيا وأصدقائه. تمسك آرتشي مسدسًا منهم ويهدد بإطلاق النار ما لم يتم الإفراج عن بارشيا وأصدقاؤه. تقفز هي وبارشيا على متن قطار متحرك ويهربان من حدود بلدتهما الصغيرة إلى حيدر أباد.
في المدينة، تُعاني أرشي وبارشيا من الإفلاس واليأس. بعد أن ظلوا على قيد الحياة بما لديهم من القليل. ينام العشاق في محطة السكة الحديد، ويفكرون في خطوتهم التالية. ذات ليلة أيقظهما عدة رجال وأصروا على مجيئهم إلى مركز الشرطة. في الطريق، ضرب الرجال بارشيا وحاول أحدهم اغتصاب آرتشي. تتدخل امرأة من حي فقير قريب، وهي سومان التي تعيش مع ابنها الصغير وتنقذ أرشي وبارشيا من مأساة معينة.
تقدم آما كوخًا احتياطيًا لبارشايا وآرشي للعيش فيه، وتُساعد آرسي في العثور على عمل في مصنع تعبئة. بدأ بارشيا العمل طباخًا في كشك دوسا. تتعلم آرشي ببطء التيلجو بمساعدة زميلتها في العمل بوجا. بدأت تشعر بالحنين إلى الوطن، وعدم الارتياح للعيش في الأحياء الفقيرة. يكسب العاشقان لقمة العيش الضئيلة، ويحاولان تحقيق أقصى استفادة من وضعهما بالحب لكنهما يبدأان في الجدال. بعد جدال محتدم، قررت أرشي (أو آرشي) العودة إلى المنزل وكاد بارشيا يشنق نفسه قبل أن تغير آرتشي رأيها وتعود إليه. يتزوجان في مكتب المسجل وتحمل أرشي.
بعد عدة سنوات، أصبح بارشيا وآرتشي أفضل حالًا من الناحية المالية ويعيشان في مكان أفضل. أرشي تتصل بوالدتها وتسلم الهاتف لابنها الصغير عكاش. بعد المكالمة الهاتفية، وصل برنس وأقاربه مع هدايا من والدتها في مصالحة واضحة. عكاش يزور أحد الجيران. يدعو آرشي وبارشيا برينس والزائرين الآخرين إلى شقتهم، ويقدم لهم الشاي. يعود عكاش مع الجار الذي يتركه على عتبة منزله ويرى والديه على الأرض دمويًا ومقطوعًا حتى الموت.

## البطولة
- أكاش ثوسار بدور بارشايا كالي
- رينكو راجورو بدور أرشي باتل
- تانجي جالغوندي في دور براديب بانسودي (لانغديا/باليا)
- ارباز شيخ سالم شيخ
- سوريش فيشواكارما بدور تاتيا والد أرتشي
- جيتا شافان في دور والدة أرتشي
- جيوتي سوبهاش بدور ساجونا
- شايا كادام بدور سومان
- أنوجا ميول في دور آني
- روبينا إنامدار في دور سابنا
- دانجايا نانافار في دور مانييش (مانجايا)
- سوراج باوار في دور برينس الأخ الأصغر لأرتشي
- سامباجي تانجدي في دور والد بارشيا
- فايبهافي بارداشي في دور والدة بارشيا
- ناجراج مانجولي
- بوشان مانجولي في دور شاهي

## الإنتاج

### التطوير
كتب الكاتب والمخرج نجراج مانجول فيلم سيرات على أنه «قصة حب كلاسيكية» و«قصة حب مستحيلة»، بناءً على تجاربه الخاصة في التمييز الطبقي. اختار قريته الخاصة، جيور في كرمالا تالوكا في منطقة سولابور، ماهاراشترا للتصوير. على مدار عامين، عمل مانجول على 50 مسودة للسيناريو قبل أن يصبح «الحدس هو الملهم». قال مانجول أن الفيلم يدور حول «تحديات الرومانسية بين الطبقات، ولكن بتنسيق سائد.»  كان قد بدأ العمل على قصة سيرات عام 2009، لكنه تركها بعد أن وجدها «مملة». بعد كتابة السيناريو، قرأه على أسرته وأصدقائه ورأى كيف «أثر على الناس». أنهى مانجول النص في ديسمبر 2014. كتب الحوار شقيقه بهارات.
ثم أخرج مانجول فاندري (2013)، والذي كان قائمًا أيضًا على التمييز الطبقي. أثناء تحريره، صادف قصة سيرات بعد أن أدرك أن الكثير من الناس لم يشاهدوا فاندري بسبب افتقارهِ إلى الأغاني، وقرر صنع فيلم تجاري أكثر. قال إنه كتب السيناريو بعد مداولات كثيرة: «سأروي قصتي، لكني سأرويها بطريقتك ثم ستشاهدها». قرر مانجول أن يروي القصة من منظور المرأة، لأنه «سئم الثقافة الذكورية» مع «بطل عضلي ينقذ فتاة في محنة». أضاف «اللون» إلى الشخصية، مما جعلها قوية لأنه أراد أيضًا معالجة التحيز الجنساني في المجتمع. جعل مانجولي أرتشي يفعل ما يفعله الرجال، وجعل بارشيا «عاقلة وقادرة»، «تشرب الصفات الحميدة للمرأة في الرجل». تم رسم العديد من المشاهد، مثل بارشيا وهو يقفز في البئر. ووصف عنوان الفيلم بأنه يشرح نفسه بنفسه والذي قد يعني «حرية الفكر والتحرر والأفكار التقدمية» للبعض و«الوحشية المطلقة والتهور» للآخرين. وفقًا لمانجول، فإن «الوجبات الجاهزة» للفيلم هي أنه «لا ينبغي أن يتعرض العشاق للعنف».

### تجارب الأداء
اختار مانجولي الطلاب الذين ليس لديهم خلفية تمثيلية للأدوار الرئيسيّة. ذهبت رينكو راجورو البالغة من العمر 15 عامًا مع والدتها لمشاهدة مانجول وهي تصور فيلمًا في قرية اكلوج في قريتها في منطقة سولابور. عرفته والدتها لأنه من سولابور. تم تقديم راجغورو إلى مانجولي، وطُلب منه الاختبار. خضعت للاختبار بالحوار والرقص، وتم اختيارها بطلة للعمل بناءً على شخصيتها. لعبت دور أرشانا باتل، وهي فتاة من الطبقة العليا وهي ابنة سياسي قروي ثري. تم اختيار طالب الدراسات العليا أكاش ثوسار البالغ من العمر عشرين عامًا على أنه براشانت كالي بعد أن التقى بهارات مانجول في محطة سكة حديد وأظهر له بعض صوره. استُدعي ثروسار للاختبارات وتم اختياره في النهاية لدور ابن صياد من الطبقة الدنيا. لعب تاناجي جالغوندي وأرباز شيخ أدوارًا ثانويّة في الفيلم، كما ظهر مانجول كمعلق للكريكيت.

### التصوير

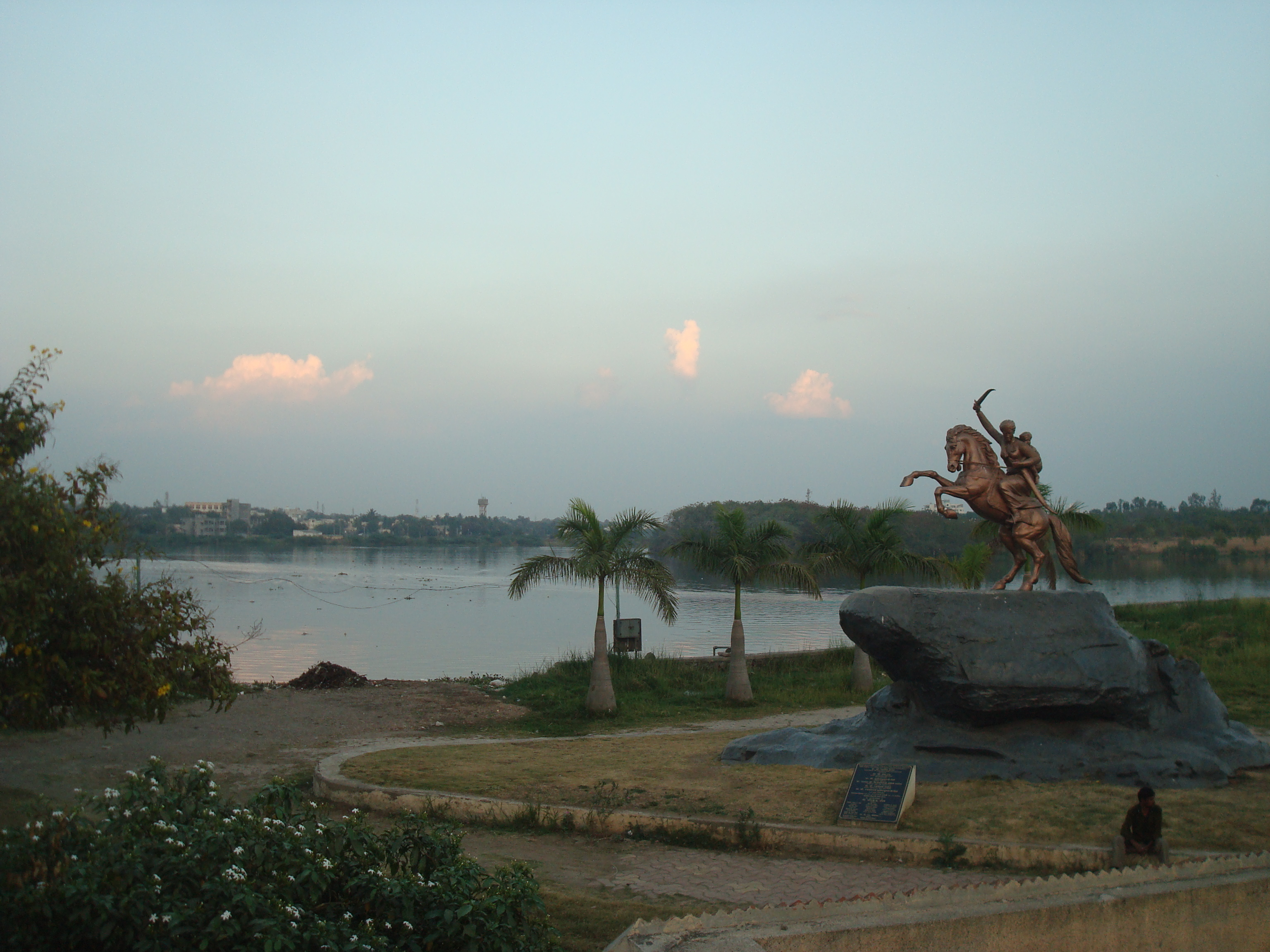
صُوّر فيلم سيرات في سولابور.

بدأ التصوير في فبراير 2014، وانتهى في مايو 2015. صُوّرت عدة أجزاء في حيدر أباد. استغرق التصوير بأكمله ما يقرب من 70 يومًا، وعادة ما يكون طويلًا بالنسبة لفيلم باللغة المهاراتية. أشار مانجول إلى الأسباب التي أدت إلى وجود «الكثير من المواقع، وعدد كبير من الشخصيات والعديد من المشاهد المعقدة» في الفيلم. لقد واجه ثوسار صعوبة في البكاء أثناء الاختبار، وكان متوترًا وهو يصور مشهد البكاء. عاش راجغورو وثوسار مع مانجولي في منزله في بونه لمدة شهرين إلى ثلاثة أشهر قبل التصوير، حيث كانا يناقشان السيناريو ويتدربان على المشاهد يوميًا. قال مانجول إنهم لم يستخدموا الجلسرين، وبكوا بالفعل أثناء تصوير المشاهد العاطفية، وهو ما جعلهم يفهمون «الطبقات في شخصياتهم».
سأل مانجول الممثلين من حين لآخر عما سيقولونه في موقف مماثل، مما دفعهم إلى الارتجال. كان مدير التصوير سوداكار ريدي يكانتي وعمل كتوب إنامدار كمحرر. تم إنتاج سيرات بواسطة آتبات برودكشن وزي ستوديوز من ناجراج مانجولي. لقد تركَ راجورو، في الصف العاشر، المدرسة طوال مدة التصوير. حول نهاية الفيلم، قال مانجول إنه استخدم الصمت لإثبات أن «شخصين في حالة حب وسعادة يمكن أن يموتا فجأة». قام بتصوير النهاية بدون حوار أو خلفية، لأنه أراد «العنف في المشهد أن يصيب الجمهور». كان ثوسار لاعب كمال أجسام، وكان عليه أن يفقد وزنه من أجل هذا الدور. خسر راجورو 13 كيلوغرام (29 رطل)، وعمل على صوته للدور.

## الموسيقى
تتألف موسيقى الفيلم من عددٍ من الأغاني التي كتبها أجياتول، الذي كان يعمل مع مانجولي على فيلم فاندري في عام 2013. تشمل الموسيقى التصويرية الموسيقى الكلاسيكية الغربية المسجلة في سوني سكورينغ ستايج في هوليوود، كاليفورنيا، وهي الأولى لفيلم هندي. تضمن الألبوم المؤلف من أربع أغنيات غناء أجاي غوغافال وشريا غوشال وتشينماي، مع كلمات أجاي أتول ومانجول. تم إصداره في 1 أبريل 2016 على ملصق شركة زي ميوزك. الأوركسترا المكونة من 66 شخصًا - بما في ذلك قسم عزفَ 45 قطعة، وقسم آلات النفخ من ست قطع، وقسم نحاسي مكون من 13 قطعة، وقسم بوق من ست قطع وحامل القيثارة الذي هو مارك جراهام.
وصف مانجول الكلمات بأنها «ريفية»، مع «لغة ريفية». قال إن اللغة والأغاني في الفيلم تختلف عن الأفلام الأخرى حيث تصبح الشخصيات شعراء لسبب غير مفهوم. وصف ميهير باناج من صحيفة تايمز أوف إنديا موسيقى الفيلم بأنها «نادرة» و«إدمانية»: «إنها تجعلك تقع في حب الأغاني من كلمة واحدة». كما قدمت سانخاينا جلوس من الصحيفة الهندوسية مراجعة إيجابية للألبوم: «مع الألحان المبهجة واللمسات الأوركسترالية المثيرة، سيرات هو مثال لموسيقى الأفلام القديمة التي تم إجراؤها بشكل صحيح». كتبت لاليثا سوشاني من ذا إنديان إكسبرس أن النتيجة كانت «جريئة» و«تجعلك تضحك وتبكي وتريد الوقوع في الحب».
| #  | عنوان                     | المدة |
| -- | ------------------------- | ----- |
| 1. | "Yad Lagla"               | 05:14 |
| 2. | "Aatach Baya Ka Baavarla" | 05:34 |
| 3. | "Sairat Zaala Ji"         | 06:09 |
| 4. | "Zingaat"                 | 03:46 |

## الإصدار
عُرض فيلم سيرات لأول مرة في الدورة 66 لمهرجان برلين السينمائي الدولي كجزء من قسم جيل 14 بلس، حيث لقي ترحيبا حارا، حيثُ كانت هيئة المحكّمين مكونة من صناع أفلام شباب. صدر الفيلم محليًا في 29 أبريل 2016 في حوالي 200 شاشة. تم إصداره بترجمة باللغة الإنجليزية في ولاية ماهاراشترا، وجوجارات، وجوا، ومادهيا براديش، ودلهي، وكلكتا، وبيلاي، ورايبور، وبهيوادي، وكارناتاكا، وتيلانجانا. عُرض الفيلم في أكثر من 450 دار عرض، أكثر من 50 منها خارج ولاية ماهاراشترا. نظرا لشعبية الفيلم فقد ظلَّ يُعرض في دور سينما حتى وقت متأخر في منطقة ساتارا. كما تم عرض الفيلم في مهرجان إنديا هابيتات سنتر السينمائي، ومهرجان وادي براهمابوترا السينمائي، ومهرجان الهند السينمائي الدولي، ومهرجان الفيلم الهندي في لاهاي بعد إصداره المسرحي. كان أول فيلم ماراثي يُطلق في الإمارات العربية المتحدة وكوريا الجنوبية.
في أبريل، قدم مانجول شكوى إلى شرطة مومباي بعد تسريب الفيلم عبر الإنترنت قبل يومين من إطلاقه في دور العرض. كان للفيلم علامة مائية تشير إلى أنه نسخة رقابية، مخصصة لمسؤولي مجلس الرقابة لمراجعتها قبل إصدارها. في مايو 2016، تم القبض على صاحب متجر للهواتف المحمولة في بيون بتهمة القرصنة. ألقت شرطة مكافحة الجرائم الإلكترونية القبض على المسرب في بيكولا (مومباي) بتهمة بث النسخة المقرصنة من سيرات على شبكته. تم إصدار الفيلم على قرص دي في دي في 1 سبتمبر 2016، وهو متوفر أيضًا على نتفليكس.

## الاستقبال

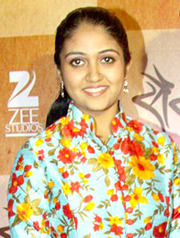
أشاد النقاد بشكل خاص بأداء راجورو.

تلقى سيرات إشادة من النقاد، مع إشادة خاصة بأداء راجورو. وصف ميناكشي شيده من مجلة فوربس الهند الفيلم بأنه «أحد أعظم انتصارات السينما الهندية هذا العام»، ومثال نادر على «مخرج هندي يتعامل مباشرة مع القضايا الطبقية، تجربة معيشية متميزة». وصفها براتيك غوش من ديلي نيوز أند أناليسيس بأنها «جوهرة» «أثرت السينما الماراثية». وأشاد راجغورو: «الاكتشاف الرائع هو رينكو راجغورو». وقدم ميهير بهاناج تعليقًا إيجابيًا: «يمكن تقسيم الفيلم إلى جزأين؛ الأول حلم والثاني واقع وكلاهما يضرب على وتر حساس. لكن ضربة سيد مانجول، الراوي والمخرج، هي الذروة».
وصف هاريش وانخيدي في مراجعته في تيهالكا الفيلم بأنه "إدخال جذري" في قصة الحب "الشعبوية الخيالية. ومع ذلك، يجادل بأنه منذ بداية الفيلم، تأخذ الشخصية الأنثوية زمام القيادة الديناميكية وتعطي القصة ميلًا نسويًا بطوليًا. إن شجاعة أرشي وقوته أكثر شبهاً بالرجال، وصوتاً وعدوانية من بارشيا وصديقيه. موقفها البطولي ونظرتها الواثقة تجعلها بطلة الفيلم بينما تدفع الآخرين إلى الهامش كشخصيات تابعة أو ثانويّة. يسمح المخرج لشخصية آرتشي بكسر الصور النمطية لفتاة القرية ولكن من ناحية أخرى تؤكد قوة سلالتها الإقطاعية العليا. ومع ذلك، يتم تطبيق اعتبارات مماثلة جزئيًا على نظيرتها من شخصيات داليت.
وصف غانيش ماتكاري من بون ميرور الفيلم بأنه «مهم» وليس من السهل «صنعه». وأعرب ماتكاري عن تحفظاته بشأن طوله. كتبت ديفيا أوني من أوبن: «الفيلم الذي تبلغ مدته ثلاث ساعات يجذب الجمهور بالكثير من الأغاني والموسيقى البطيئة والعاطفة والدراما، ثم يقدم لنا الواقع عندما لا نتوقعه». وصفها سوبراتيك شاترجي من هافينغتون بوست بأنها «مرتفعة» و«مؤلمة»، وتتحدى الأعراف «حتى أثناء التمسك بالمجالات الراسخة». وصف J. هورتادو من سكرين أنارشي الفيلم بأنه «إنجاز فريد، مذهل، يخطف الأنفاس»: «أنت مدين لنفسك بتجربة الجمال، والزفير، والألم الذي يقدمه فيلم سيرات». استشهدت سوميا راجندران من ذا نيوز مينت بأنه «فيلم شجاع يصل إلى جذور المسألة»: «كان من الممكن أن يكون مجرد فيلم آخر تم إنتاجه حول موضوع الحب المراهق الممنوع ولكن النضج الذي صنع به ناجراج مانجولي شخصياته والسرد يخطف الأنفاس». قارن عدي بهاتيا من مينت الفيلم بألعاب مايكل هانيكي المضحكة. «كلاهما يستمد لسعتهما من الطريقة التي يلعبان بها مع توقعات الجمهور - رفع الآمال، وتبديدهما، ثم رفعهما مرة أخرى.»
وصفت شويتا باراندي من إنديا دوت كوم أداء راجورو بأنه «مثير للإعجاب». كتب روشونا ماجومدار من ذا إنديان إكسبرس مراجعة إيجابية: «لوصفها على أنها قصة حب بين الطبقات تنتهي بوحشية من شأنه أن يؤدي إلى ظلم خطير لتصوير مانجول لشريحة من الهند المعاصرة». أشار سوهاس بهاسمي من ذا وير إلى أن سيرات يضع قضايا «التمييز الطبقي والعنف الطبقي في مركز الصدارة، والتي غالبًا ما تم إنكارها أو تجاهلها من قبل الأفلام الماراثية السائدة.» وصف بارادواج رانجان الفيلم بأنه فئة رئيسية في «كيفية جعل الجمهور يضحك، يبكي، يغمى عليه»: «سيرات يتحدث ليس فقط عن حقائق الطبقة، ولكن عن الجنس أيضًا». وفقًا لرانجيب مازومدار من ذا كوينت، يغير الفيلم بشكل منعش أدوار الجنسين من خلال شخصيته الأنثوية القوية: «[أرشي] يشبه جسمًا من الماء الحر، غير مدرك للحدود والعادات، يتدفق بشغف مقنع نادرًا ما نراه في بطلاتنا.» قدم شيفا كومار من الصحيفة الهندوسية الفيلم مراجعة إيجابية، مشيدًا بأداء راجغورو واتجاه مانجولي: «ناجراج يتفوق في جعل المشاهد الدرامية تبدو واقعية، والتلاعب بمشاعرك بسهولة».

## الجوائز
حصلت رينكو راجورو على جائزة لجنة التحكيم الخاصة (فيلم روائي طويل) في الدورة 63 لجوائز السينما الوطنية عن «تصويرها الفعال لفتاة حية تتحدى الأعراف المجتمعية ولكن عليها في النهاية مواجهة غضب عائلتها». حصل أجاي − أتول على ستّ جوائز في حفل جوائز ميرشي للموسيقى (ماراثي 2017): ألبوم العام، أغنية العام، أفضل مطرب لهذا العام، مبرمج ومنظم العام (عن «ياد لاغالا»)، ملحن العام والأغنية («سيرات زالا جي»). حصل الفيلم على 11 جائزة في حفل توزيع جوائز فيلم فير ماراثي لعام 2017: أفضل فيلم، أفضل مخرج، أفضل ممثلة، أفضل ألبوم موسيقي، أفضل كلمات، أفضل مغنية، أفضل مغني، أفضل ممثلة واعدة، أفضل ممثل واعد، أفضل حوار وأفضل موسيقى خلفية.

## أفلام أخرى
بعد نجاح سيرات الذي ظهر عدة لغات هندية أخرى. كان أول فيلمٍ مبني عليه هو الفيلم البنجابي شانا ميرايا (2017)، من إخراج بانكاج باترا. تلقى آراء مختلطة من النقاد. أعادت رينكو راجورو تمثيل دورها في نسخة الكانادا بعنوان ماناسو ماليج (2017). نسخة الأوديا، ليلى وليلى (2017) من إخراج سوزان ماني. تمت إعادة إنتاج الفيلم أيضًا باللغة البنغالية (مشروع بنجلاديشي- هندي مشترك) باسم نور جهان (2018)، من إخراج أبيمانيو موخيرجي. تم إصدار النسخة الهندية الجديدة دهاداك (إخراج شاشانك خيطان وإنتاج كاران جوهر) في 20 يوليو 2018. اعتبارًا من يوليو 2016، امتلك روكلين فينكاتيش حقوق إعادة إنتاج أفلام التاميل والتيلجو والمالايالامية.

## التأثير
وفقًا لسميثا فيرما من ذا فايننشل إكسبرس، كانت سيرات نقطة تحول في صناعة السينما الماراثية التي أعادت الثقة في موزعي السينما الإقليمية. أصبح ممثلوها الرئيسيون، رينكو راجورو وأكاش ثوسار، من المشاهير بين عشية وضحاها. في يناير 2017، جعلت لجنة الانتخابات الهندية منهم سفراء العلامة التجارية ليوم الناخبين الوطنيين لتشجيع المواطنين على التصويت. وقد زار مدينة كرمله، حيث تم تصوير الفيلم، ما يقرب من 20000 سائح في غضون ثلاثة أسابيع من صدوره. تم الإبلاغ عن ثلاث مصالحات عائلية في مومباي بعد إطلاق الفيلم، بما في ذلك مصالحة ساشين لوخاندي (التي كانت متزوجة من فتاة مسلمة وانتظرت 12 عامًا لموافقة العائلتين). وافق والديه على زواجه بعد مشاهدة سيرات. شكل العديد من المعجبين بالفيلم مجموعة سيرات للزواج، وهي منظمة تضمُّ ما يقرب من 100 متطوع في جميع أنحاء ولاية ماهاراشترا، لمساعدة الأزواج الهاربين.

## روابط خارجية
- مقالات تستعمل روابط فنية بلا صلة مع ويكي بيانات